# Anax nigrofasciatus
Anax nigrofasciatus là loài chuồn chuồn trong họ Aeshnidae. Loài này được Oguma mô tả khoa học đầu tiên năm 1915.